# W.C. and R.C. Atcherley
W.C. and R.C. Atcherley (alternativ: Atcherley of Birmingham) war ein britischer Hersteller von Automobilkarosserien aus Birmingham, der zwischen den Weltkriegen tätig war.

## Unternehmensgeschichte
Das Unternehmen wurde 1920 von den aus Shropshire stammenden Brüdern William Clive (1885–1974) und Robert Clifford Atcherley (1890–1957) gegründet. Clive Atcherley, ein gelernter Stellmacher, hatte zuvor für das Karosseriebauunternehmen Mulliners of Birmingham gearbeitet. 
Spätestens ab 1922 entstanden regelmäßig Automobilkarosserien. 1930 verließ Clifford Atcherley den gemeinsamen Betrieb; Clive Atcherley führte ihn daraufhin alleine fort. In der Folge kam es zunächst zu einem Einbruch der Fertigung; ab 1935 wurden dann wieder Karosserien in Kleinserie gebaut. Mit dem Ausbruch des Zweiten Weltkriegs endeten die Aktivitäten von Atcherley. 1946 verkaufte Clive Atcherley den Betrieb an den Automobilhändler Bristol Street Motors, der die Örtlichkeiten daraufhin als Reparaturwerkstatt nutzte. Anlässlich des Verkaufs vernichtete Clive Atcherley sämtliche Firmenunterlagen, sodass keine Detailinformationen wie Produktionszahlen oder Kundenlisten mehr verfügbar sind. Atcherley wird in der Klassikerszene deshalb als The Lost Coachbuilder (sinngemäß: der vergessene Karosseriehersteller) bezeichnet.

## Karosserien von Atcherley

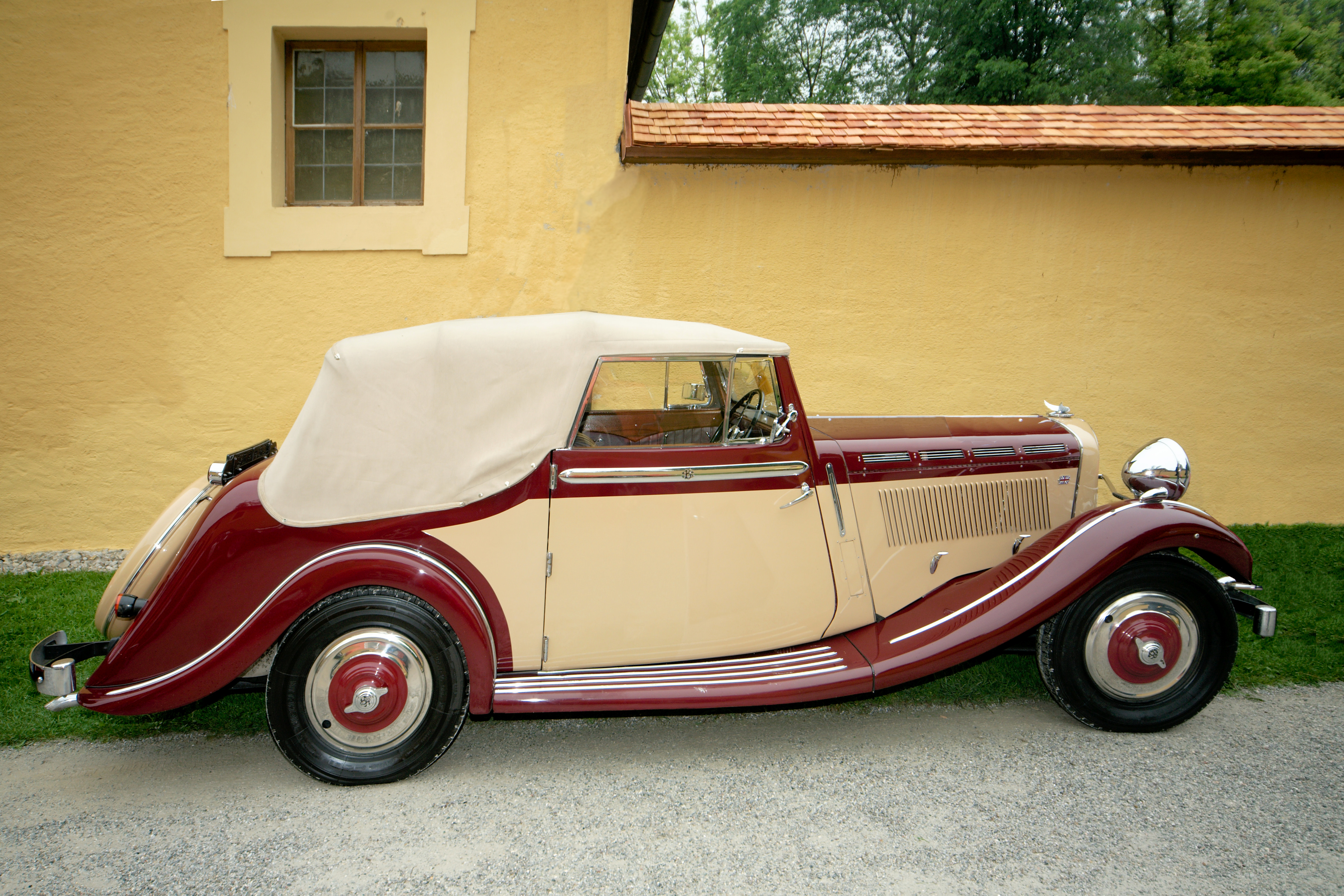
Brough Superior mit Atcherley-Karosserie (1935)

Atcherley konzentrierte sich in den 1920er-Jahren auf den Bau von Individualkarosserien für Fahrgestelle britischer und europäischer Oberklassehersteller. Die Chassis kamen von Alfa Romeo, Aston Martin, Bentley, Hotchkiss et Cie, Humber, Invicta, Minerva und Rolls-Royce. Für jede Marke wurden nur wenige Karosserien hergestellt; für Rolls-Royce etwa sind insgesamt nur 10 Atcherley-Aufbauten dokumentiert. Vielfach wird vermutet, dass das Unternehmen neben dem Bau von Automobilkarosserien weitere Einnahmequellen gehabt habe. Am wahrscheinlichsten sei, dass Atcherley auch Aufbauten für Nutzfahrzeuge produzierte. Konkrete Belege gibt es dafür aber nicht.
Aus der ersten Hälfte der 1930er-Jahre ist nur eine einzige Atcherley-Karosserie zweifelsfrei belegt: ein 1934 gebauter, grün lackierter zweitüriger Sports Saloon auf dem Chassis des Rolls-Royce 20/25 hp (Fahrgestellnummer GMD 75).
1935 erhielt Atcherley den Auftrag für den Bau von Standardkarosserien für den Brough Superior 4 Litre und dessen Nachfolger 3 ½ Litre. Atcherley produzierte nach dem Entwurf von Brough einheitlich gestaltete viersitzige Dual Purpose Drophead-Aufbauten mit einer langen, geschwungenen Heckpartie. Für den 4 Litre entstanden 19 Karosserien, für den 3 ½ Litre etwa 80. Die Brough-Order war der größte Einzelauftrag in Atcherleys Geschichte.